# 梁超然
梁超然（1936年7月—），笔名迟樨，男，汉族，广西岑溪人，生于香港，中华人民共和国学者、政治人物，广西壮族自治区政协原副主席，中国民主同盟中央委员会原常务委员，第九、十届全国政协委员。